# Dyskografia Martina Garrixa
Dyskografia Martina Garrixa – holenderskiego DJ-a i producenta muzycznego. Do tej pory wydał dwie EPki. Największą popularność zdobył dzięki utworowi „Animals” w 2013 r.

## Albumy studyjne
- +x [1][2](2016)
- Sentio[3](2022)

## EP
| Rok  | Dane dot. albumu |
| ---- | --- |
| 2014 | Gold Skies - Wydany: 8 lipca 2014 - Wytwórnia: Casablanca, Spinnin', School Boy - Format: Digital download                                     |
| 2015 | Break Through the Silence - Wydany: 27 lipca 2015 - Wytwórnia: Cassablanca Casablanca Records, Spinnin', School Boy - Format: Digital download |
| 2016 | Seven - Wydany: 28 października 2016 - Wytwórnia: STMPD, Epic Amsterdam, Sony Netherlands - Format: Digital download                           |
| 2018 | BYLAW - Wytwórnia: STMPD, Epic Amsterdam, Sony Netherlands - Format: Digital download                                                          |

## Single
| Rok                                                      | Singel                                                                    | Pozycje na listach przebojów | Pozycje na listach przebojów | Pozycje na listach przebojów | Pozycje na listach przebojów | Pozycje na listach przebojów | Pozycje na listach przebojów | Pozycje na listach przebojów | Pozycje na listach przebojów | Pozycje na listach przebojów | Pozycje na listach przebojów | Certyfikat | Album                                |
| Rok                                                      | Singel                                                                    | NLD                          | AUT                          | BEL (WAL)                    | FRA                          | GER                          | NZ                           | SWE                          | SWI                          | UK                           | US                           | Certyfikat | Album                                |
| -------------------------------------------------------- | ------------------------------------------------------------------------- | ---------------------------- | ---------------------------- | ---------------------------- | ---------------------------- | ---------------------------- | ---------------------------- | ---------------------------- | ---------------------------- | ---------------------------- | ---------------------------- | --- | ------------------------------------ |
| 2013                                                     | „Animals”                                                                 | 3                            | 6                            | 1                            | 2                            | 4                            | 10                           | 4                            | 2                            | 1                            | 21                           | - AUS: platynowa płyta - BEL: 2× platynowa płyta - UK: złota płyta - GER: platynowa płyta - SWE: platynowa płyta - CAN: 2× platynowa płyta - US: 2× platynowa płyta - NZL: złota płyta | Gold Skies EP                        |
| 2013                                                     | „Wizard” (wspólnie z Jayem Hardwayem)                                     | 16                           | 34                           | 6                            | 31                           | 30                           | –                            | 21                           | 29                           | 7                            | —                            | - SWE: Złota płyta | Gold Skies EP                        |
| 2014                                                     | „Helicopter” (wspólnie z Firebeatz)                                       | 59                           | –                            | 33                           | 98                           | –                            | –                            | –                            | –                            | –                            | —                            | |                                      |
| 2014                                                     | „Tremor” (wspólnie z Dimitri Vegas & Like Mike)                           | 44                           | 55                           | 3                            | 116                          | –                            | –                            | –                            | –                            | 30                           | —                            | | Gold Skies EP                        |
| 2014                                                     | „Gold Skies” (wspólnie z Sanderem van Doornem i DVBBS, gościnnie Aleesia) | 94                           | –                            | 57                           | 183                          | –                            | –                            | –                            | –                            | 49                           | —                            | | Gold Skies EP                        |
| 2014                                                     | „Proxy”                                                                   | 89                           | –                            | –                            | –                            | –                            | –                            | –                            | –                            | –                            | —                            | | Gold Skies EP                        |
| 2014                                                     | „Turn Up the Speakers” (wspólnie z Afrojackiem)                           | 50                           | 57                           | 44                           | –                            | –                            | –                            | –                            | –                            | –                            | —                            | |                                      |
| 2014                                                     | „Set Me Free” (wspólnie z Dillonem Francisem)                             | –                            | –                            | 107                          | –                            | –                            | –                            | –                            | –                            | –                            | —                            | | Money Sucks, Friends Rule            |
| 2014                                                     | „Virus (How About Now)” (wspólnie z MOTi)                                 | 27                           | –                            | 34                           | 50                           | 94                           | –                            | –                            | –                            | –                            | —                            | |                                      |
| 2015                                                     | „Forbidden Voices”                                                        | 29                           | –                            | –                            | 133                          | –                            | –                            | –                            | –                            | 194                          | —                            | |                                      |
| 2015                                                     | „Don't Look Down” (gościnnie Usher)                                       | 16                           | 37                           | 26                           | 136                          | 37                           | –                            | 59                           | 65                           | 9                            | —                            | - POL: złota płyta |                                      |
| 2015                                                     | „The Only Way Is Up” (wspólnie z Tiësto)                                  | 74                           | –                            | –                            | –                            | –                            | –                            | 81                           | –                            | –                            | —                            | | Club Life: Volume Four New York City |
| 2015                                                     | „Dragon” (wspólnie z Matisse & Sadko)                                     | –                            | –                            | 76                           | –                            | –                            | –                            | –                            | –                            | –                            | —                            | | Break Through the Silence            |
| 2015                                                     | „Break Through the Silence” (wspólnie z Matisse & Sadko)                  | –                            | –                            | 89                           | –                            | –                            | –                            | –                            | –                            | –                            | —                            | | Break Through the Silence            |
| 2016                                                     | „Now That I've Found You” (gościnnie John & Michel)                       | 73                           | 70                           | –                            | 106                          | –                            | –                            | –                            | –                            | –                            | –                            | |                                      |
| 2016                                                     | „Lions in the Wild” (wspólnie z Third Party)                              | –                            | –                            | –                            | 125                          | –                            | –                            | –                            | –                            | –                            | —                            | |                                      |
| 2016                                                     | „In the Name of Love” (oraz Bebe Rexha)                                   | 7                            | 27                           | 14                           | –                            | 54                           | –                            | 57                           | 47                           | 28                           | 93                           | - POL: 4× platynowa płyta |                                      |
| 2017                                                     | „Scared to Be Lonely” (oraz Dua Lipa)                                     |                              |                              |                              |                              |                              |                              |                              |                              |                              |                              | - POL: 3× platynowa płyta | Dua Lipa: Complete Edition           |
| 2017                                                     | „There for You” (oraz Troye Sivan)                                        |                              |                              |                              |                              |                              |                              |                              |                              |                              |                              | - POL: złota płyta |                                      |
| 2017                                                     | „So Far Away” (oraz David Guetta, gościnnie: Jamie Scott, Romy Dya)       |                              |                              |                              |                              |                              |                              |                              |                              |                              |                              | - POL: złota płyta |                                      |
| 2018                                                     | „Ocean” (gościnnie: Khalid)                                               |                              |                              |                              |                              |                              |                              |                              |                              |                              |                              | - POL: platynowa płyta |                                      |
| 2018                                                     | „Like I Do” (oraz David Guetta, Brooks)                                   |                              |                              |                              |                              |                              |                              |                              |                              |                              |                              | - POL: platynowa płyta | 7                                    |
| 2018                                                     | „High on Life” (gościnnie: Bonn)                                          |                              |                              |                              |                              |                              |                              |                              |                              |                              |                              | - POL: platynowa płyta |                                      |
| 2019                                                     | „Summer Days” (gościnnie: Macklemore, Patrick Stump)                      |                              |                              |                              |                              |                              |                              |                              |                              |                              |                              | - POL: platynowa płyta |                                      |
| 2019                                                     | „No Sleep” (gościnnie: Bonn)                                              |                              |                              |                              |                              |                              |                              |                              |                              |                              |                              | - POL: złota płyta |                                      |
| „–” oznacza, że singel nie był notowany na danej liście. |                                                                           |                              |                              |                              |                              |                              |                              |                              |                              |                              |                              | |                                      |

## Remiksy
2012
- Christina Aguilera – „Your Body” (Martin Garrix Remix)
- Roy Gates – „Midnight Sun 2.0” (Martin Garrix Remix)

2013
- Martin Garrix – „Animals" (Victor Niglio and Martin Garrix Festival Trap Mix)
- Daddy’s Groove – „Stellar” (Martin Garrix Remix)
- Dimitri Vegas & Like Mike vs. Sander van Doorn – „Project T" (Martin Garrix Remix)

2014
- Bassjackers – „Crackin” (Martin Garrix Edit)
- DubVision – „Backlash” (Martin Garrix Edit)

2015
- The Weeknd – „Can’t Feel My Face” (Martin Garrix Remix)